# Souvigny
Souvigny [súviňy] je francouzská obec v departementu Allier v regionu Auvergne. V roce 2011 zde žilo 1 991 obyvatel. Je centrem kantonu Souvigny.

## Sousední obce
Autry-Issards, Besson, Bressolles, Coulandon, Cressanges, Marigny, Meillers, Noyant-d'Allier, Saint-Menoux

## Pamětihodnosti

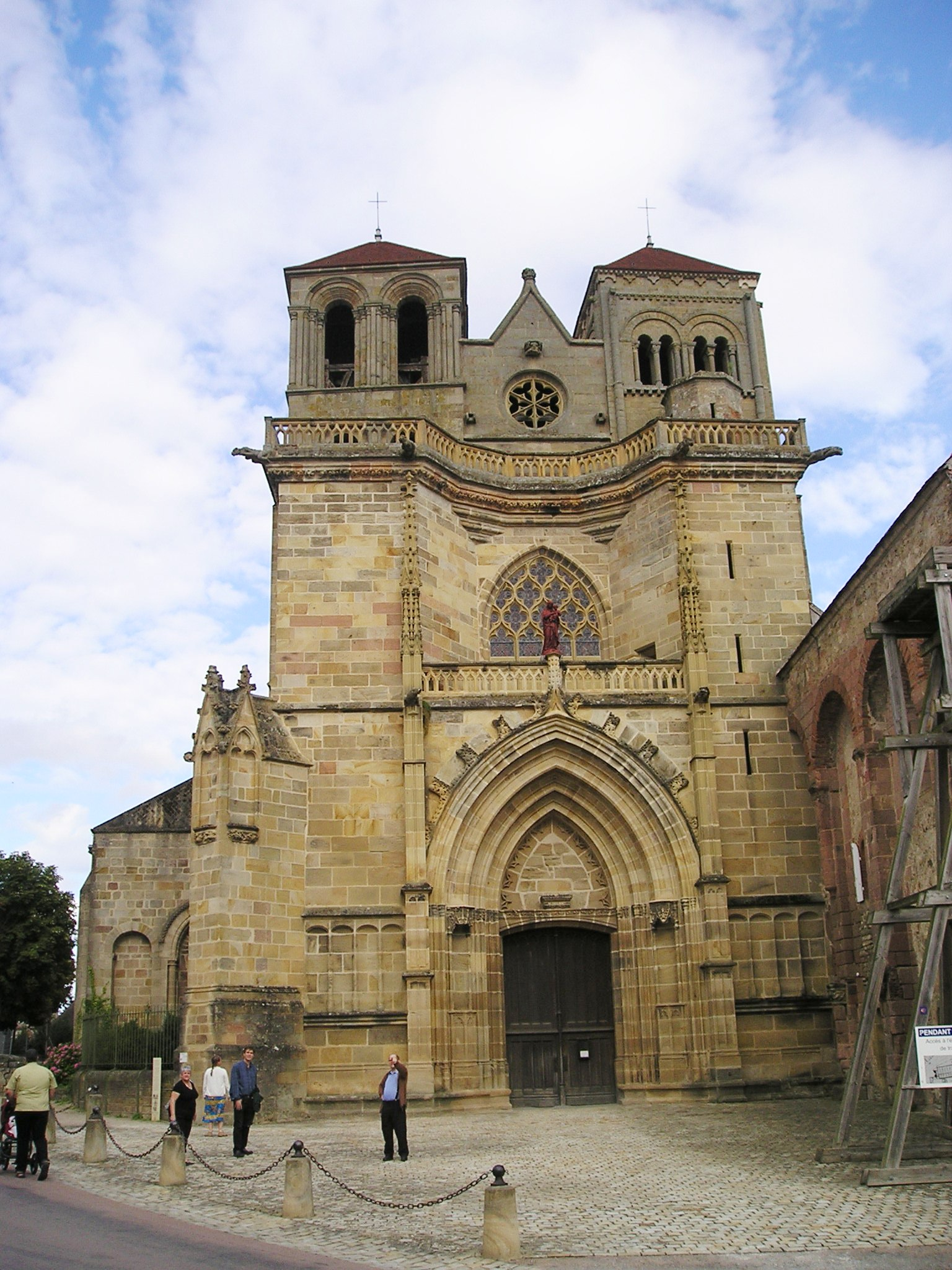
Opatský kostel sv. Petra a Pavla, západní průčelí

- Klášter Souvigny, bývalé benediktinské opatství, založené kolem roku 920 z kláštera v Cluny, poutní místo, vyhledávané od 10. století francouzskými králi, známé např. poutí Hugo Capeta; roku 1049 zde zemřel clunyjský mnich a světec Odilo
  - původně opatský kostel sv. Petra a Pavla, trojlodní stavba baziliky se dochovala v románsko-gotickém slohu ze 13. století
  - kolébka a později nekropole francouzského královského rodu Bourbonů kteří zde jsou doložení od roku 815

- kostel sv. Marka - románská stavba ze 12. století
- muzeum

## Vývoj počtu obyvatel
Počet obyvatel 